# 乐田站
樂田站（日语：／ Gakuden eki */?）是一個位於愛知縣犬山市若宮，屬於名古屋鐵道小牧線的鐵路車站。車站編號為KM02。

## 車站結構

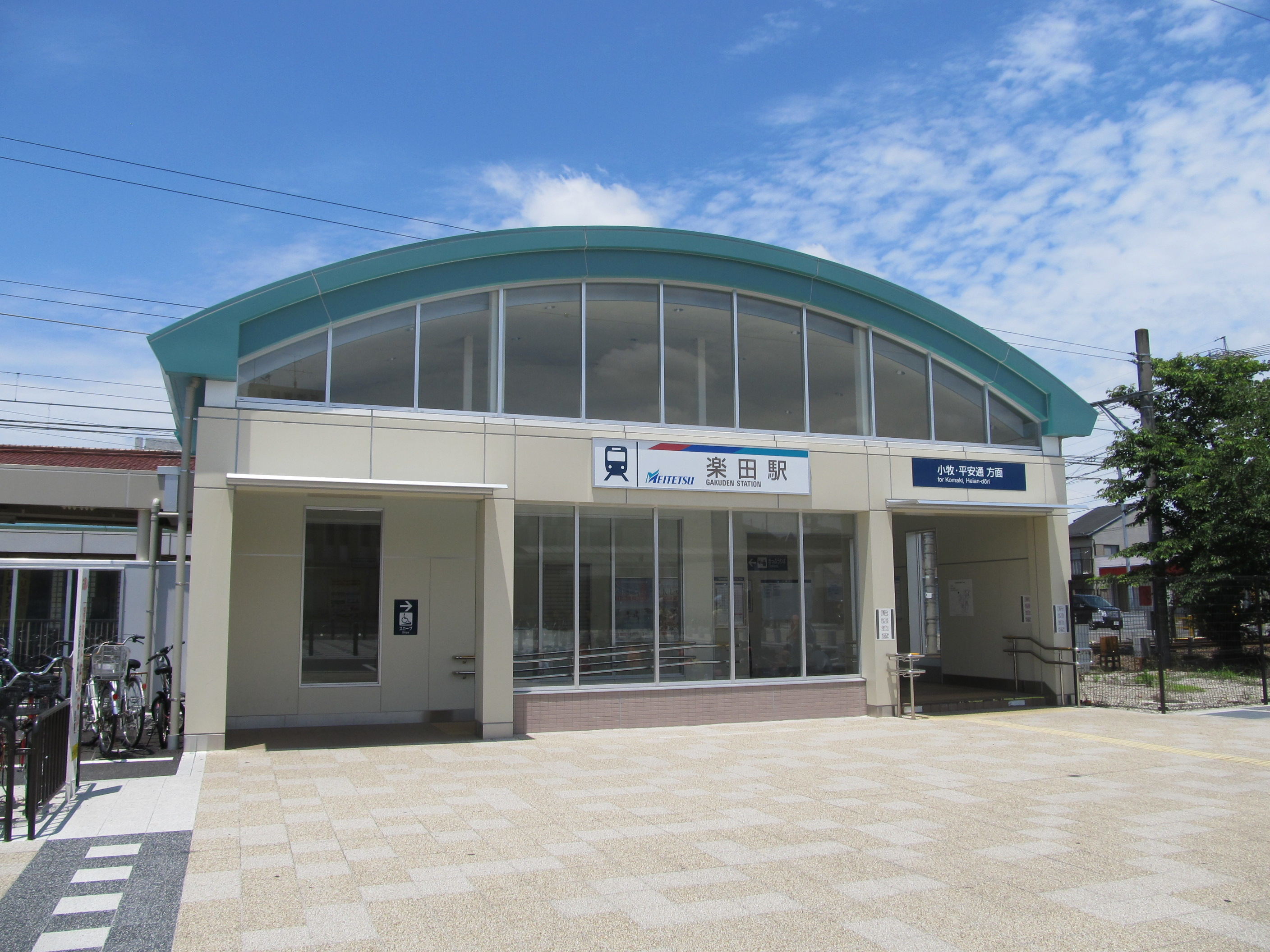
於2013年2月新建成的東出口站舍。

設有兩座單層站舍，分別設於各月台末端向羽黑站方向。位於1號月台的為最先建成的站舍，現稱為「西出口」，為單層木製建築。2003年進行改裝及翻新工程，加裝了金屬板牆身及將屋頂變為圓拱型，洗手間位於站舍旁的另一棟建築物；而位於2號月台的站舍為2013年2月16日起投入使用的新站舍，現稱為「東出口」，由鋼架及金屬板所搭成，設有洗手間。由於本站是無人站，因此兩站舍均只有售票機及閘機。
當東出口未建成時，月台之間以站內平交道連接，東出口使用後，該平交道亦停止使用並已撤去。
設有側式月台2座，設有2面2線的配置，有效長度為4輛，是其中一個可以作列車交換的車站。路軌配置亦與鄰站田縣神社前站不同，有很明確的主、側路軌之分，在未實行定點時間前，1號月台為主軌道，上、下行列車皆會使用，而2號月台則只在列車交換時才使用；實施定點時間後，絕大部份的列車交換功能均交由田縣神社前站及五郎丸信號場負責，本站只有清晨及晚間極少數班次才會出現列車交換，因此為方便乘搭，逐將往上飯田方向的列車全改於側線的2號月台上落。
兩邊進出月台均已採用無障礙斜道，而靠近站舍一方超過1輛車廂長度的月台附設有上蓋及候車座椅，其餘部份均為露天月台，只附有圍欄。

### 月台配置
| 月台 | 路線   | 方向 | 目的地           |
| ---- | ------ | ---- | ---------------- |
| 1    | 小牧線 | 下行 | 往犬山           |
| 2    | 小牧線 | 上行 | 小牧、平安通方向 |

### 配置圖
| ← 小牧、 上飯田方向 | 樂田站 構內配線略圖 | → 犬山方向 |
| 图例 参考文献：     |                     |            |

## 历史
- 1931年4月29日：启用。
- 2003年2月：車站重新裝修，並且改為無人化，加設提供储值车票，自动售票／验票等功能。
- 2011年2月11日：開始採用manaca公交IC卡
- 2012年2月29日：停止採用Tranpass公交IC卡
- 2013年2月16日：東出口啟用，位於站內的平交道停止使用。

## 使用情況
| 年度 | 1日平均乗車人數 | 1日平均乗降人數 |
| ---- | --------------- | --------------- |
| 2007 | 1,405           | 2,806           |
| 2088 | 1,400           | 2,799           |
| 2009 | 1,367           | 2,732           |
| 2010 | ---             | ---             |
| 2011 | ---             | ---             |
| 2012 | ---             | ---             |
| 2013 | 1,481           | 2,964           |

車站附近為工業區，因此有不少的上班族使用。2009年度，本站的使用人數在小牧線全線14站中排第9，2013年度排名保持不變，全年總乘降人數為1,327,891人，乘車人數為540,669人，是最後一個能超過1百萬人次的車站。但2013年的平均整體人數卻比2009年為多。

## 相鄰車站
名古屋鐵道
 小牧線
田縣神社前（KM03）－樂田（KM02）－羽黑（KM01）

## 外部連結
- 樂田 - 名古屋鐵道

35°19′50.6″N 136°57′0.5″E / 35.330722°N 136.950139°E